# Теллурит кадмия
Теллурит кадмия — неорганическое соединение,
соль кадмия и теллуристой кислоты с формулой CdTeO3,
бесцветные кристаллы,
не растворяется в воде,
образует кристаллогидраты.

## Получение
- Обменная реакция растворимой соли кадмия и теллурита натрия

{\displaystyle {\mathsf {CdSO_{4}+Na_{2}TeO_{3}\ {\xrightarrow {}}\ CdTeO_{3}\downarrow +Na_{2}SO_{4}}}}

## Физические свойства
Теллурит кадмия образует бесцветные кристаллы
моноклинной сингонии,
пространственная группа P 21/c,
параметры ячейки a = 0,7790 нм, b = 1,1253 нм, c = 0,7418 нм, β = 113,5°, Z = 8.
Не растворяется в воде.
Образует кристаллогидрат состава 3CdTeO3•2H2O.